# Freddy Rodríguez
Freddy Rodriguez (Chicago, 1975. január 17. –) Puerto Ricó-i származású amerikai színész.
2001–2005 között a Sírhant művek című drámasorozatban Federico Diazt alakította. A szereppel Primetime Emmy-díjra jelölték és a stáb tagjaként több Screen Actors Guild-díjat is nyert. Szerepelt a Ki ez a lány? (2007–2010) és a Bull (2016–2021) sorozatok epizódjaiban is.
Filmjei közé tartozik a Nehéz idők (2005), a Grindhouse – Terrorbolygó (2007) és a CBGB (2013).

## Fiatalkora
1975-ben született Chicagóban, Puerto Ricó-i szülők gyermekeként. A Lincoln Park High School középfokú tanintézménybe járt, egy évvel az érettségi után azonban úgy döntött, egyetem helyett Los Angelesbe költözik és színészi karrierbe kezd.

## Magánélete
1995 óta Maria Elsie Rivera házastársa, két gyermekük született.

## Filmográfia

### Film
| Év   | Magyar cím                        | Eredeti cím                              | Szerep                                   | Magyar hang     |
| ---- | --------------------------------- | ---------------------------------------- | ---------------------------------------- | --------------- |
| 1994 | Rácsok mögött                     | The Fence                                | Terry Griff fiatalon                     |                 |
| 1995 | Pár lépés a mennyország           | A Walk in the Clouds                     | Pedro Aragon, Jr.                        |                 |
| 1995 | Halott pénz                       | Dead Presidents                          | Jose                                     | Lippai László   |
| 1997 | Kíméletlen kaméleon               | The Pest                                 | Ninja                                    | Tóth Attila     |
| 1998 | Buli az élet                      | Can't Hardly Wait                        | Mike haverja                             |                 |
| 1998 |                                   | Shock Television                         | Eddie                                    |                 |
| 1998 |                                   | Joseph's Gift                            | Joseph Keller                            |                 |
| 1998 |                                   | My Brother Jack                          | Joey Casale                              |                 |
| 1999 | Visszavágó                        | Payback                                  | küldönc                                  |                 |
| 2001 |                                   | Beyond the City Limits                   | Topo                                     |                 |
| 2003 | Testvérek közt                    | Dallas 362                               | Rubin                                    |                 |
| 2003 |                                   | Victor and Eddie (rövidfilm)             | Eddie                                    |                 |
| 2003 | Nő a köbön                        | Chasing Papi                             | Victor                                   |                 |
| 2003 |                                   | Pledge of Allegiance                     | Sean Macintyre                           |                 |
| 2004 |                                   | ¡Mucha Lucha!: The Return of El Maléfico | El Silver Mask Jr. / El Portero (hangja) |                 |
| 2005 | Nehéz idők                        | Harsh Times                              | Mike Alonzo                              | Kaszás Gergő    |
| 2005 | Az álmodó                         | Dreamer: Inspired by a True Story        | Manolin                                  | Simonyi Balázs  |
| 2005 | Ámok                              | Havoc                                    | Hector                                   | Dolmány Attila  |
| 2006 | Scooby-Doo! Kalózok a láthatáron! | Scooby-Doo! Pirates Ahoy!                | Rupert Garcia (hangja)                   | Szatmári Attila |
| 2006 | Bobby Kennedy – A végzetes nap    | Bobby                                    | Jose                                     | Pálmai Szabolcs |
| 2006 | Lány a vízben                     | Lady in the Water                        | Reggie                                   | Moser Károly    |
| 2006 | Poseidon                          | Poseidon                                 | Marco Valentin                           | Bodrogi Attila  |
| 2007 | Grindhouse: Terrorbolygó          | Planet Terror                            | El Wray                                  | Kaszás Gergő    |
| 2008 | Végre karácsony!                  | Nothing like the Holidays                | Jesse Rodriguez                          | Csőre Gábor     |
| 2008 | Borban az igazság                 | Bottle Shock                             | Gustavo Brambila                         | Gacsal Ádám     |
| 2009 | Immigrants – Jóska menni Amerika  | Immigrants                               | Flaco (angol hangja)                     | Ganxsta Zolee   |
| 2012 | A szerencse katonái               | Soldiers of Fortune                      | Mike Reed százados                       |                 |
| 2013 | CBGB                              | CBGB                                     | Idaho                                    | Varju Kálmán    |
| 2013 | Harc a boldogságért               | Fort Bliss                               | Garver                                   | Varju Kálmán    |
| 2023 |                                   | V/H/S/85 (Dreamkill-szegmens)            | Wayne Johnson nyomozó                    |                 |

### Televízió
| Év        | Magyar cím                      | Eredeti cím                       | Szerep                                       | Megjegyzések                         |
| --------- | ------------------------------- | --------------------------------- | -------------------------------------------- | ------------------------------------ |
| 1996      | Az őrület vonzalmában           | Seduced by Madness                | Michael Maldonado                            | minisorozat (2 epizód)               |
| 1999      | Ötösfogat                       | Party of Five                     | Albert                                       | 3 epizód                             |
| 1999      |                                 | Oh, Grow Up                       | Deke                                         | televíziós sorozat                   |
| 2001–2005 | Sírhant művek                   | Six Feet Under                    | Federico Diaz                                | 63 epizód magyar hangja Kaszás Gergő |
| 2003–2004 | Dokik                           | Scrubs                            | Marco Espinosa                               | 3 epizód                             |
| 2004      |                                 | Static Shock                      | Fade / Tech (hangja)                         | 1 epizód                             |
| 2004      | Danny, a fantom                 | Danny Phantom                     | Montez polgármester (hangja)                 | 1 epizód                             |
| 2005      | Amerikai fater                  | American Dad!                     | Hector (hangja)                              | 1 epizód                             |
| 2005–2006 | Tini titánok                    | Teen Titans                       | Más y Menos (hangja)                         | 5 epizód                             |
| 2007      | Vészhelyzet                     | ER                                | Simon                                        | 1 epizód                             |
| 2007–2010 | Ki ez a lány?                   | Ugly Betty                        | Gio                                          | 12 epizód                            |
| 2011      |                                 | CHAOS                             | Rick Martinez                                | 13 epizód                            |
| 2012      | Manny mester                    | Handy Manny                       | Ruben (hangja)                               | 1 epizód                             |
| 2011–2013 | Generátor Rex                   | Generator Rex                     | Cesar Salazar (hangja) / egyéb hangok        | 17 epizód                            |
| 2012      | Észlelés                        | Perception                        | Wesley Sumter                                | 2 epizód                             |
| 2012–2013 |                                 | Kaijudo: Rise of the Duel Masters | Hector Chavez / Bloodmane (hangja)           | 28 epizód                            |
| 2013–2019 | Az igazság ifjú ligája          | Young Justice: Invasion           | Eduardo Dorado, Jr. / Roman Bracuda (hangja) | 7 epizód                             |
| 2014      | Tini titánok, harcra fel!       | Teen Titans Go!                   | Más y Menos (hangja)                         | 1 epizód                             |
| 2014      | Family Guy                      | Family Guy                        | Manny mester (hangja)                        | 1 epizód                             |
| 2014–2015 | Éjszakai műszak                 | The Night Shift                   | Dr. Michael Ragosa                           | 22 epizód                            |
| 2015      | A Pókember elképesztő kalandjai | Ultimate Spider-Man               | Miguel O'Hara / Spider-Man 2099 (hangja)     | 2 epizód                             |
| 2016–2021 |                                 | Bull                              | Benny Colón                                  | főszereplő (103 epizód)              |
| 2018      | Elena, Avalor hercegnője        | Elena of Avalor                   | El Mistico (hangja)                          | 1 epizód                             |
| 2023      | Wu-Tang: Egy amerikai saga      | Wu-Tang: An American Saga         | Greco nyomozó                                | 1 epizód                             |

## Fordítás
- Ez a szócikk részben vagy egészben  a   Freddy Rodriguez (actor) című angol Wikipédia-szócikk ezen változatának fordításán alapul.  Az eredeti cikk szerkesztőit annak laptörténete sorolja fel. Ez a jelzés csupán a megfogalmazás eredetét és a szerzői jogokat jelzi, nem szolgál a cikkben szereplő információk forrásmegjelöléseként.